# Trugon terrestris
La paloma perdiz picogorda, paloma perdiz de pico grueso, paloma perdiz pico gorda o paloma terrestre de pico grueso (Trugon terrestris) es una especie de ave columbiforme de la familia Columbidae endémica de Nueva Guinea. Es el único miembro del género Trugon. Suele habitar las zonas los bosques de tierras tropicales de tierras bajas.